# 상품중학교
상품중학교(上品中學校)는 대한민국 경기도 여주시 산북면 상품리에 있는 공립 중학교이다.

## 학교 연혁
- 1971년 12월 27일 : 상품중학교 설립인가(6학급)
- 1972년 4월 28일 : 개교식
- 2013년 3월 1일 : 전원학교 사업 운영
- 2014년 1월 17일 : 경제교육 연구시범학교(경기도 교육청) 운영[13-16]
- 2018년 3월 1일 : 혁신학교(경기도교육청) 운영(18~21)
- 2019년 3월 1일 : 연계형 혁신학교(상품초) 운영(19~20)
- 2024년 1월 4일 : 제50회 21명 졸업(졸업생 총계 2,317명)
- 2024년 3월 1일 : 제27대 백운기 교장 취임
- 2024년 3월 4일 : 신입생 1학급 12명 입학

## 참고 자료
- 상품중학교 - 한국교육학술정보원 학교알리미